# Virslīga (2015)
Sezon 2015 był 24. edycją Virslīgi – najwyższej klasy rozgrywkowej na Łotwie. Sezon rozpoczął się 13 marca, a zakończył 7 listopada 2015. Ze względów sponsorskich rozgrywki prowadzone były pod nazwą SMScredit.lv Virslīga. Tytułu broniła drużyna FK Ventspils. Mistrzostwo zdobyła drużyna FK Liepāja.
W tym sezonie liczbę zespołów zmniejszono z 10 do 8. Dalszy format pozostał bez zmian: rozgrywki prowadzono systemem kołowym, w którym każda drużyna grała z każdą po cztery razy. Zespół, który zajął dziewiąte miejsce na koniec sezonu, musiał zmierzyć się z wicemistrzem 1. Līgi w barażach o udział w następnym sezonie Virslīgi.

## Drużyny
| Uczestnicy poprzedniej edycji                                                                                 | Uczestnicy poprzedniej edycji | Uczestnicy poprzedniej edycji | Uczestnicy poprzedniej edycji |
| --- | ----------------------------- | ----------------------------- | ----------------------------- |
| FKW | FK Ventspils                  | 1                             |                               |
| SKR | Skonto Ryga                   | 2                             |                               |
| FKJ | FK Jelgava                    | 3                             |                               |
| MEL | FK Lipawa                     | 4                             |                               |
| SPJ | Spartaks Jūrmala              | 6                             |                               |
| DAU | BFC Daugavpils                | 8                             |                               |
| MLR | FS METTA/LU Ryga              | 9                             |                               |
| Awans z 1. līgi (2014)                                                                                        |                               |                               |                               |
| GLB | FB Gulbene 2005               | 1                             |                               |
| Oznaczenia: - kolumna pierwsza – skróty nazw drużyn, - kolumna trzecia – miejsce zajęte w poprzednim sezonie. |                               |                               |                               |

## Tabela
| Lp. | Drużyna           | M  | Z  | R  | P  | Bramki | Bramki | Różn. | Pkt | Uwagi                                        | Bezpośrednio |
| --- | ----------------- | -- | -- | -- | -- | ------ | ------ | ----- | --- | -------------------------------------------- | ------------ |
| 1   | FK Lipawa         | 24 | 15 | 7  | 2  | 48     | 23     | +25   | 52  | Liga Mistrzów UEFA • II runda kwalifikacyjna |              |
| 2   | Skonto Ryga1      | 24 | 13 | 6  | 5  | 43     | 23     | +20   | 45  |                                              |              |
| 3   | FK Ventspils      | 24 | 11 | 10 | 3  | 39     | 16     | +23   | 43  | Liga Europy UEFA • I runda kwalifikacyjna    |              |
| 4   | FK Jelgava        | 24 | 11 | 8  | 5  | 26     | 18     | +8    | 41  | Liga Europy UEFA • I runda kwalifikacyjna    |              |
| 5   | Spartaks Jūrmala2 | 24 | 5  | 6  | 13 | 20     | 36     | −16   | 21  | Liga Europy UEFA • I runda kwalifikacyjna    |              |
| 6   | BFC Daugavpils    | 24 | 2  | 8  | 14 | 14     | 37     | −23   | 14  |                                              |              |
| 7   | FS METTA/LU Ryga  | 24 | 3  | 3  | 18 | 19     | 56     | −37   | 12  | Baraże o Virslīgę                            |              |
| 8   | FB Gulbene 20053  | 0  | 0  | 0  | 0  | 0      | 0      | 0     | 0   | Spadek do 1. līgi                            |              |

Źródło:  
Oznaczenia: (M) – tytuł mistrzowski, (A) – awans, (S) – spadek.
Zasady ustalania kolejności: 1. liczba zdobytych punktów w całym cyklu rozgrywek; 2. liczba punktów zdobyta w meczach bezpośrednich; 3. różnica bramek w meczach bezpośrednich; 4. liczba zwycięstw w całym cyklu; 5. różnica bramek w całym cyklu; 6. liczba zdobytych bramek w całym cyklu. 
Objaśnienia:
1Skonto Ryga nie dostało licencji na występy w sezonie 2016 Virslīgi.

2Zdobywca (FK Jelgava) Pucharu Łotwy 2015/2016 uzyskał prawo gry w I rundzie kwalifikacyjnej Ligi Europy UEFA, dlatego następny w tabeli Spartaks Jūrmala uzyskał prawo gry w eliminacjach.

### Baraże o Virslīgę
9. zespół ligi FS METTA/LU Ryga musiał po zakończeniu sezonu zmierzyć się w dwumeczu barażowym, z wicemistrzem sezonu 2015 1. līgi - Valmiera FC o prawo gry w sezonie 2015 Virslīgi. Dwumecz skończył się wynikiem 9:3 dla FS METTA/LU.
| 21 listopada 2015 13:00 | Valmiera FC · Bērziņš 48' | 1:3 | FS METTA/LU Ryga · Stuglis 43' · Kalniņš 70' · Uldriķis 81' |  |
|                         |                           |     |                                                             |  |

| 25 listopada 2015 17:00 | FS METTA/LU Ryga · Uldriķis 14', 49' · Kalniņš 37', 90+2' · Pētersons 54' · Šibass 74' | 6:2 | Valmiera FC · Lapps 70' · Jaunzems 87' |  |
|                         |                                                                                        |     |                                        |  |

## Wyniki

### Pierwsza część sezonu
| Gospodarz \ Gość | DAU | FKJ | MEL | MLR | SKR | SPJ | FKW |
| BFC Daugavpils   |     | 1:1 | 1:1 | 2:0 | 0:0 | 0:1 | 1:1 |
| FK Jelgava       | 2:0 |     | 1:2 | 1:0 | 0:0 | 1:1 | 0:0 |
| FK Lipawa        | 1:1 | 2:1 |     | 3:1 | 0:2 | 0:0 | 0:0 |
| FS METTA/LU Ryga | 2:1 | 1:1 | 1:4 |     | 0:1 | 1:2 | 0:3 |
| Skonto Ryga      | 4:1 | 1:0 | 1:0 | 4:0 |     | 2:1 | 1:1 |
| Spartaks Jūrmala | 1:1 | 0:0 | 1:2 | 2:2 | 1:0 |     | 0:2 |
| FK Ventspils     | 3:0 | 0:0 | 3:3 | 2:0 | 0:0 | 2:0 |     |

Źródło: 
Objaśnienia:
1Drużyna gospodarzy jest wymieniona po lewej stronie tabeli.
Kolory: zielony – zwycięstwo gospodarzy, żółty – remis, różowy – zwycięstwo gości.

### Druga część sezonu
| Gospodarz \ Gość | DAU | FKJ | MEL | MLR | SKR | SPJ | FKW |
| BFC Daugavpils   |     | 0:2 | 0:4 | 0:0 | 2:3 | 0:2 | 1:1 |
| FK Jelgava       | 1:0 |     | 1:1 | 3:1 | 0:3 | 1:0 | 0:0 |
| FK Lipawa        | 1:0 | 1:0 |     | 2:0 | 2:2 | 4:1 | 3:2 |
| FS METTA/LU Ryga | 0:2 | 2:4 | 0:4 |     | 1:5 | 3:2 | 0:2 |
| Skonto Ryga      | 0:0 | 2:3 | 1:2 | 3:1 |     | 2:1 | 0:2 |
| Spartaks Jūrmala | 2:1 | 0:1 | 0:2 | 0:3 | 1:3 |     | 0:0 |
| FK Ventspils     | 4:0 | 1:2 | 3:1 | 3:0 | 1:3 | 3:1 |     |

Źródło: 
Objaśnienia:
1Drużyna gospodarzy jest wymieniona po lewej stronie tabeli.
Kolory: zielony – zwycięstwo gospodarzy, żółty – remis, różowy – zwycięstwo gości.

## Najlepsi strzelcy
| Bramki | Zawodnik              | Drużyna      |
| ------ | --------------------- | ------------ |
| 15     | Dāvis Ikaunieks       | FK Liepāja   |
| 11     | Ndue Mujeci           | FK Ventspils |
| 10     | Vladislavs Gutkovskis | Skonto Ryga  |
| 8      | Ģirts Karlsons        | FK Ventspils |
| 8      | Andrejs Kovaļovs      | Skonto Ryga  |
| 7      | Oļegs Malašenoks      | FK Jelgava   |

Źródło: